# Blume des Jahres
1979 gründete Loki Schmidt, die Ehefrau des damaligen deutschen Bundeskanzlers Helmut Schmidt, die Stiftung zum Schutze gefährdeter Pflanzen, die 1985 in Stiftung Naturschutz Hamburg und Stiftung zum Schutze gefährdeter Pflanzen umbenannt wurde. Einer der Hauptzwecke dieser Organisation ist die Wahl zur Blume des Jahres, einer öffentlichen Aufklärungskampagne, die 1980 ins Leben gerufen wurde. Diese Kampagne soll über den ökologischen Wert von Wildblumen und ihrer Lebensräume informieren und zu einem besseren Schutz der ausgewählten Arten beitragen. Die Ausrufung zur Blume des Jahres ist meist im Oktober; bei der Blume des Jahres 2012 wurde der Todestag der im Jahr 2010 verstorbenen Stiftungsgründerin Schmidt, der 21. Oktober, für die Ausrufung gewählt. In Österreich ruft der Naturschutzbund Österreich die Blume des Jahres aus; er schloss sich dabei bis 2022 der Wahl der Loki Schmidt Stiftung an.

## Geschichte
In den 1970er Jahren kam dem Thema Umweltschutz in Medien und Politik wenig Aufmerksamkeit zugute. Zahlreiche Wildpflanzen waren zu dieser Zeit gefährdet und teilweise sogar vom Aussterben bedroht. Vor allem intensive Landwirtschaft und Monokulturen stellen eine Gefahr für die Wildblumen dar, aber auch die Nutzung von Freiflächen als Bauland trägt zum Aussterben der Wildblumen bei. Aus diesem Anlass gründete Loki Schmidt die Stiftung zum Wohle gefährdeter Pflanzen, die 1980 zum ersten Mal den Titel „Blume des Jahres“ an den Lungen-Enzian verlieh. Seitdem wird dieser Titel jedes Jahr vergeben. Ausgewählt werden Wildpflanzen, deren Bestand in unseren Breiten gefährdet ist; die Öffentlichkeit soll für die Thematik des Wildpflanzenschutzes sensibilisiert werden, damit die seltenen Gewächse nicht vollständig aus der Naturlandschaft verschwinden. Auch der natürliche Vorkommensort der Pflanzen soll damit ins öffentliche Bewusstsein gebracht werden: 2011 galt die Aufmerksamkeit zum Beispiel dem Moor, dem Lebensraum der damaligen Blume des Jahres, der Moorlilie.
2003 veröffentlichte Loki Schmidt ein Buch mit dem Titel „Die Blumen des Jahres“, zu dem Siegfried Lenz das Vorwort schrieb.

## Blumen des Jahres in Deutschland
| Jahr | deutscher Name                  | wissenschaftlicher Name           | Abbildung                        |
| ---- | ------------------------------- | --------------------------------- | -------------------------------- |
| 1980 | Lungen-Enzian                   | Gentiana pneumonanthe             | 1980 Lungen-Enzian               |
| 1981 | Gelbe Narzisse                  | Narcissus pseudonarcissus         | 1981 Gelbe Narzisse              |
| 1982 | Rotes Waldvögelein              | Cephalanthera rubra               | 1982 Rotes Waldvögelein          |
| 1983 | Wilde Tulpe                     | Tulipa sylvestris                 | 1983 Wilde Tulpe                 |
| 1984 | Sommer-Adonisröschen            | Adonis aestivalis                 | 1984 Sommer-Adonisröschen        |
| 1985 | Wald-Akelei                     | Aquilegia vulgaris                | 1985 Wald-Akelei                 |
| 1986 | Arnika                          | Arnica montana                    | 1986 Arnika                      |
| 1987 | Stranddistel                    | Eryngium maritimum                | 1987 Stranddistel                |
| 1988 | Sumpf-Calla, Drachenwurz        | Calla palustris                   | 1988 Drachenwurz                 |
| 1989 | Karthäuser-Nelke                | Dianthus carthusianorum           | 1989 Karthäuser-Nelke            |
| 1990 | Berg-Sandglöckchen              | Jasione montana                   | 1990 Berg-Sandglöckchen          |
| 1991 | Rosmarinheide                   | Andromeda polifolia               | 1991 Rosmarinheide               |
| 1992 | Rundblättriger Sonnentau        | Drosera rotundifolia              | 1992 Rundblättriger Sonnentau    |
| 1993 | Schachbrettblume                | Fritillaria meleagris             | 1993 Schachbrettblume            |
| 1994 | Breitblättriges Knabenkraut     | Dactylorhiza majalis              | 1994 Breitblättriges Knabenkraut |
| 1995 | Trollblume                      | Trollius europaeus                | 1995 Trollblume                  |
| 1996 | Echte Küchenschelle, Kuhschelle | Pulsatilla vulgaris               | 1996 Kuhschelle                  |
| 1997 | Silberdistel                    | Carlina acaulis                   | 1997 Silberdistel                |
| 1998 | Krebsschere, Wasseraloe         | Stratiotes aloides                | 1998 Krebsschere                 |
| 1999 | Sumpfdotterblume                | Caltha palustris                  | 1999 Sumpfdotterblume            |
| 2000 | Purpurblauer Steinsame          | Lithospermum purpurocaeruleum     | 2000 Purpurblauer Steinsame      |
| 2001 | Blutroter Storchschnabel        | Geranium sanguineum               | 2001 Blutroter Storchschnabel    |
| 2002 | Hainveilchen                    | Viola riviniana                   | 2002 Hainveilchen                |
| 2003 | Kornrade                        | Agrostemma githago                | 2003 Kornrade                    |
| 2004 | Alpenglöckchen                  | Soldanella alpina                 | 2004 Alpenglöckchen              |
| 2005 | Großer Klappertopf              | Rhinanthus angustifolius          | 2005 Großer Klappertopf          |
| 2006 | Wiesenschaumkraut               | Cardamine pratensis               | 2006 Wiesenschaumkraut           |
| 2007 | Bach-Nelkenwurz                 | Geum rivale                       | 2007 Bach-Nelkenwurz             |
| 2008 | Nickende Distel                 | Carduus nutans                    | 2008 Nickende Distel             |
| 2009 | Gemeine Wegwarte                | Cichorium intybus                 | 2009 Gemeine Wegwarte            |
| 2010 | Sibirische Schwertlilie         | Iris sibirica                     | 2010 Sibirische Schwertlilie     |
| 2011 | Moorlilie                       | Narthecium ossifragum             | 2011 Moorlilie                   |
| 2012 | Heide-Nelke                     | Dianthus deltoides                | 2012 Heide-Nelke                 |
| 2013 | Leberblümchen                   | Hepatica nobilis                  | 2013 Leberblümchen               |
| 2014 | Schwanenblume                   | Butomus umbellatus                | 2014 Schwanenblume               |
| 2015 | Gewöhnlicher Teufelsabbiss      | Succisa pratensis                 | 2015 Gewöhnlicher Teufelsabbiss  |
| 2016 | Echte Schlüsselblume            | Primula veris                     | 2016 Echte Schlüsselblume        |
| 2017 | Klatschmohn                     | Papaver rhoeas                    | 2017 Klatschmohn                 |
| 2018 | Langblättriger Ehrenpreis       | Veronica longifolia (V. maritima) | 2018 Langblättriger Ehrenpreis   |
| 2019 | Besenheide                      | Calluna vulgaris                  | 2019 Besenheide                  |
| 2020 | Fieberklee                      | Menyanthes trifoliata             | 2020 Fieberklee                  |
| 2021 | Großer Wiesenknopf              | Sanguisorba officinalis           | 2021 Großer Wiesenknopf          |
| 2022 | Vierblättrige Einbeere          | Paris quadrifolia                 | 2022 Vierblättrige Einbeere      |
| 2023 | Kleine Braunelle                | Prunella vulgaris                 | 2023 Kleine Braunelle            |
| 2024 | Strand-Grasnelke                | Armeria maritima                  | 2024 Grasnelke                   |
| 2025 | Sumpf-Blutauge                  | Comarum palustre                  | 2025 Sumpf-Blutauge              |

## Blumen des Jahres in Österreich
| Jahr      | deutscher Name                                        | wissenschaftlicher Name          | Abbildung                        |
| --------- | ----------------------------------------------------- | -------------------------------- | -------------------------------- |
| 2014–2022 | siehe Deutschland                                     |                                  |                                  |
| 2023      | Gewöhnlicher Wasserschlauch Verkannter Wasserschlauch | Artengruppe Utricularia vulgaris | 2024 Verkannter Wasserschlauch   |
| 2024      | Acker-Schwarzkümmel                                   | Nigella arvensis                 | 2024 Acker-Schwarzkümmel         |
| 2025      | Gewöhnliches Katzenpfötchen                           | Antennaria dioica                | 2025 Gewöhnliches Katzenpfötchen |